# Административное деление Королевства Рюкю

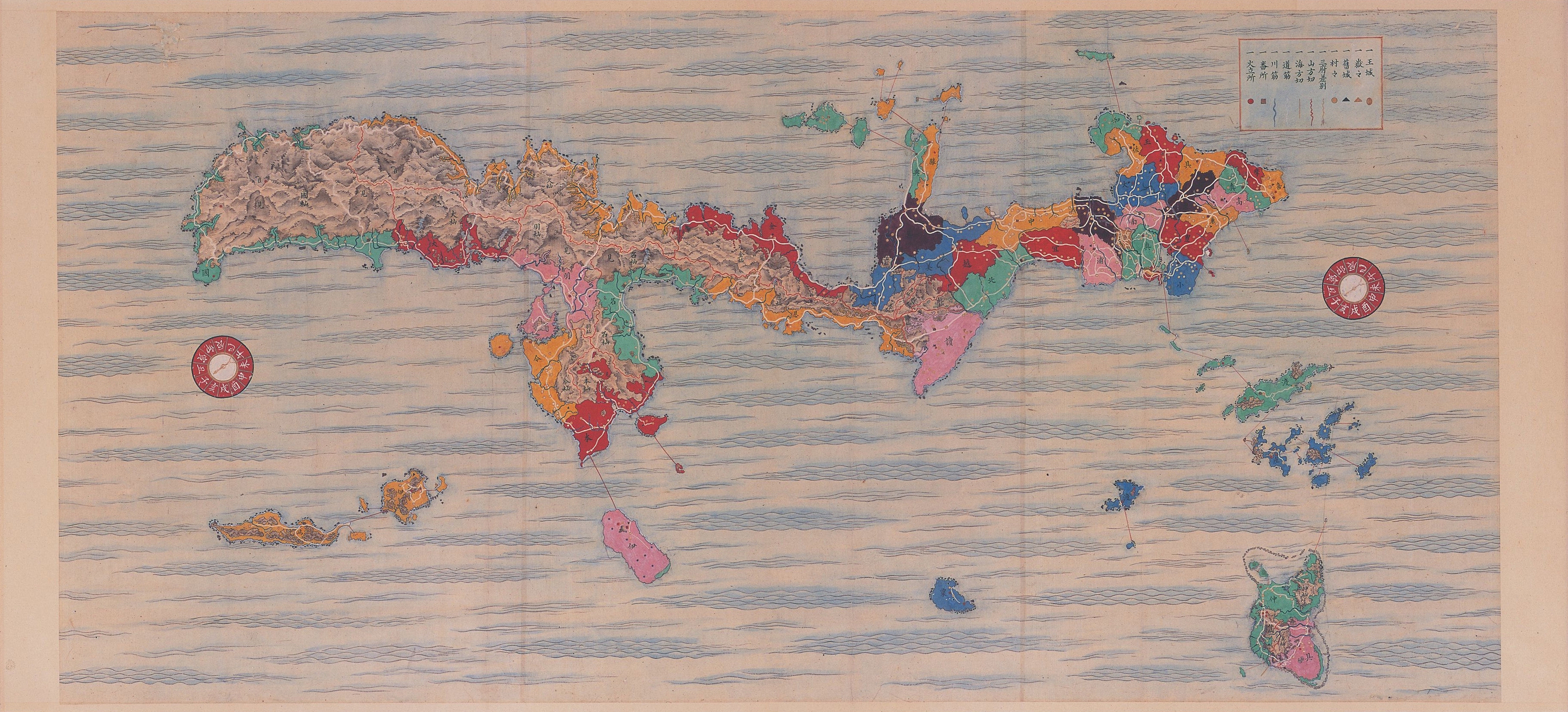
Карта Королевства Рюкю

Административное деление Королевства Рюкю представляло собой иерархию, состоящую из районов, магири, городов, деревень и островов, установленную Королевством Рюкю на всех островах Рюкю.
В королевстве было три района (яп. 方 хо:): Кунигами (国頭), Накагами (中頭) и Симадзири (島尻), которые примерно соответствуют границам трёх окинавских королевств в период Сандзан. По всему королевству, включая острова Амами, было 57 магири (間切, окинавский: мадзири), по своей концепции они были похожи на современные японские префектуры, но по размерам были ближе к японским городам, посёлкам и деревням. По всей территории Королевства, включая острова Амами, было более 600 деревень (村, окинавский: мура). Также было около 24 сима (島), отдалённых островов, не входящих в магири.

## История
Происхождение системы магири неизвестно, но она устоялась к началу правления Сё Сина, третьего короля Второй династии Сё, правившего между 1477 и 1526 годами. Первоначально магири контролировались отдельными адзи (титул знати в Королевстве), но по мере централизации королевства Рюкю на рубеже XV века адзи переместились в столицу королевства Сюри. После этого периода титул адзи стал символическим, а управлять магири назначались чиновники низшего ранга.
У каждого магири было несколько деревень, иногда называемых сима, которые представляли собой административную единицу, подобную деревне в феодальной Японии. У каждой магири было от пяти до десяти деревень. Рюкюские простолюдины были приписаны к своей деревне, и передвижение в другой район, как правило, не разрешалось. В системе Сё Сина центральное правительство Сюри назначало в каждую деревню жрицу-норо.
Система магири сохранялась в той или иной степени на островах Амами даже после того, как они были переданы княжеству Сацума в 1624 году. На острове Окинава на рубеже XVII века было 27 магири, но к XIX веку их общее количество достигло 35, так как были созданы новые магири Мисато, Куси, Мотобу, Гинован, Ороку, Онна, Огими и Ёнагусуку. Система магири существовала и после аннексии островов Японией в 1879 году и распределения их по префектурам Окинава и Кагосима. В 1907 году в соответствии с императорским указом № 46 Окинава была встроена в японскую административную систему. Система магири была официально отменена 1 апреля 1908 года.

## Список магири

### Кунигами
| Площадь                                      | Название | Кандзи     | Название на окинавском | В настоящее время |
| -------------------------------------------- | -------- | ---------- | ---------------------- | ----------------- |
| Северная часть Окинавы и близлежащие острова | Кунигами | 国頭間切   | Кундзян                | Кунигами          |
| Северная часть Окинавы и близлежащие острова | Огими    | 大宜味間切 | Вудзими                | Огими             |
| Северная часть Окинавы и близлежащие острова | Ихэя     | 伊平屋間切 | Ихя                    | Ихея, Идзена      |
| Северная часть Окинавы и близлежащие острова | Ханэдзи  | 羽地間切   | Ханидзи                | Наго              |
| Северная часть Окинавы и близлежащие острова | Накидзин | 今帰仁間切 | Начидзин               | Накидзин          |
| Северная часть Окинавы и близлежащие острова | Мотобу   | 本部間切   | Мутубу                 | Мотобу            |
| Северная часть Окинавы и близлежащие острова | Наго     | 名護間切   | Нагу                   | Наго              |
| Северная часть Окинавы и близлежащие острова | Куси     | 久志間切   | Куси                   | Хигаси            |
| Северная часть Окинавы и близлежащие острова | Кин      | 金武間切   | Чин                    | Кин, Гинодза      |
| Южная часть островов Амами                   | Эрабу    | 永良部間切 | Ирабу                  | Тина, Вадомари    |
| Южная часть островов Амами                   | Ёрон     | 与論間切   | Юнну                   | Йорон             |

### Накагами
| Площадь                                         | Название    | Кандзи     | Название на окинавском | В настоящее время                         |
| ----------------------------------------------- | ----------- | ---------- | ---------------------- | ----------------------------------------- |
| Центральная часть Окинавы и близлежащие острова | Онна        | 恩納間切   | Унна                   | Онна                                      |
| Центральная часть Окинавы и близлежащие острова | Ёмитандзан  | 読谷山間切 | Юнтандзя               | Йомитан                                   |
| Центральная часть Окинавы и близлежащие острова | Гоэку       | 越来間切   | Гвиику                 | Окинава                                   |
| Центральная часть Окинавы и близлежащие острова | Мисато      | 美里間切   | Ндзяту                 | Окинава, Урума                            |
| Центральная часть Окинавы и близлежащие острова | Гусикава    | 具志川間切 | Гусичаа                | Урума                                     |
| Центральная часть Окинавы и близлежащие острова | Кацурэн     | 勝連間切   | Каччан                 | Урума                                     |
| Центральная часть Окинавы и близлежащие острова | Ёнасиро     | 与那城間切 | Юнагусику              | Урума                                     |
| Центральная часть Окинавы и близлежащие острова | Нисихара    | 西原間切   | Нисибару               | Нисихара                                  |
| Центральная часть Окинавы и близлежащие острова | Тятан       | 北谷間切   | Чатан                  | Тятан, Кадена                             |
| Центральная часть Окинавы и близлежащие острова | Накагусуку  | 中城間切   | Накагусику             | Накагусуку, Китанакагусуку, Урума (Цукен) |
| Центральная часть Окинавы и близлежащие острова | Гинован     | 宜野湾間切 | Дзиноон                | Гинован                                   |
| Центральная часть Окинавы и близлежащие острова | Урасоэ      | 浦添間切   | Урасии                 | Урасоэ                                    |
| Центральная часть Окинавы и близлежащие острова | Накадзато   | 仲里間切   | Накадзяту              | Кумедзима                                 |
| Центральная часть Окинавы и близлежащие острова | Уэдзу       | 上江洲間切 | Виидзи                 | Кумедзима                                 |
| 4 города                                        | Томари      | 泊         | Тумаи                  | Наха                                      |
| 4 города                                        | Наха        | 那覇       | Нафа, Наафа            | Наха, Токасики, Дзамами                   |
| 4 города                                        | Кумэ        | 久米       | Кунинда                | Наха                                      |
| 4 города                                        | Сюри Михира | 首里三平等 | Суи Мифира             | Наха, Нисихара, Хаэбару                   |

### Симадзири
| Площадь                                   | Название   | Кандзи     | Название на окинавском | В настоящее время |
| ----------------------------------------- | ---------- | ---------- | ---------------------- | ----------------- |
| Южная часть Окинавы и близлежащие острова | Томигусуку | 豊見城間切 | Тумигусику             | Томигусуку        |
| Южная часть Окинавы и близлежащие острова | Ороку      | 小禄間切   | Уруку                  | Наха              |
| Южная часть Окинавы и близлежащие острова | Такаминэ   | 高嶺間切   | Таканми                | Итоман            |
| Южная часть Окинавы и близлежащие острова | Кян        | 喜屋武間切 | Чан                    | Итоман            |
| Южная часть Окинавы и близлежащие острова | Мабуни     | 摩文仁間切 | Мабуни                 | Итоман            |
| Южная часть Окинавы и близлежащие острова | Макабэ     | 真壁間切   | Макаби                 | Итоман            |
| Южная часть Окинавы и близлежащие острова | Канегусуку | 兼城間切   | Канигусику             | Итоман            |
| Южная часть Окинавы и близлежащие острова | Котинда    | 東風平間切 | Кучинда                | Яэсе              |
| Южная часть Окинавы и близлежащие острова | Гуситян    | 具志頭間切 | Гусичан                | Яэсе              |
| Южная часть Окинавы и близлежащие острова | Одзато     | 大里間切   | Уфудзату               | Нандзё, Йонабару  |
| Южная часть Окинавы и близлежащие острова | Сасики     | 佐敷間切   | Сасичи                 | Нандзё            |
| Южная часть Окинавы и близлежащие острова | Тамагусуку | 玉城間切   | Тамагусику             | Нандзё            |

### Острова Сакисима
| Площадь       | Название | Кандзи   | Название на окинавском | В настоящее время |
| ------------- | -------- | -------- | ---------------------- | ----------------- |
| Острова Мияко | Хирара   | 平良間切 | Тээра                  | Миякодзима        |
| Острова Мияко | Симодзи  | 下地間切 | Симудзи                | Миякодзима        |
| Острова Мияко | Сунакава | 砂川間切 | Синачаа                | Миякодзима        |
| Острова Яэяма | Охама    | 大浜間切 | Уфухама                | Исигаки           |
| Острова Яэяма | Мияра    | 宮良間切 | Мяара                  | Исигаки           |
| Острова Яэяма | Исигаки  | 石垣間切 | Исигачи                | Исигаки           |

### Северные острова Амами
| Площадь    | Название   | Кандзи     | Название на окинавском | В настоящее время |
| ---------- | ---------- | ---------- | ---------------------- | ----------------- |
| Осима      | Касари     | 笠利間切   |                        | Амами             |
| Осима      | Коми       | 古見間切   |                        | Тацуго            |
| Осима      | Надзэ      | 名瀬間切   |                        | Ямато             |
| Осима      | Якиути     | 焼内間切   |                        | Ямато, Укен       |
| Осима      | Сумиё      | 住用間切   |                        | Амами             |
| Осима      | Нисиката   | 西方間切   |                        | Сетоути           |
| Осима      | Хигасиката | 東方間切   |                        | Сетоути           |
| Кикаидзима | Сидооке    | 志戸桶間切 |                        | Кикай             |
| Кикаидзима | Нига       | 東間切     |                        | Кикай             |
| Кикаидзима | Исаго      | 伊砂間切   |                        | Кикай             |
| Кикаидзима | Нисимэ     | 西目間切   |                        | Кикай             |
| Кикаидзима | Ван        | 湾間切     |                        | Кикай             |
| Кикаидзима | Араки      | 荒木間切   |                        | Кикай             |
| Токуносима | Хигаси     | 東間切     |                        | Токуносима        |
| Токуносима | Омонава    | 面縄間切   | Унноо                  | Исен              |
| Токуносима | Нисимэ     | 西目間切   |                        | Амаги             |